# JA 〜女子によるアグリカルチャー〜
『JA 〜女子によるアグリカルチャー〜』（ジェイエー じょしによるアグリカルチャー、Joshi ni yoru Agriculture）は、鳴見なる＋協力唐花見コウによる共作の日本の漫画作品。月刊誌『ヤングエース』（角川書店（現：KADOKAWA））にて2011年5月号から2014年7月号まで、同名の4コマ漫画が『4コマnanoエース』（同社刊）にて2011年Vol.2から2012年Vol.13まで連載された。単行本はカドカワコミックス・エースより全8巻刊行。

## 沿革
鳴見なると唐花見コウの共作作品である。ストーリー構成・コマ割り・ネーム・キャラクター&全体監修を鳴見が、季節ネタ提案・イメージ作成・背景モブ監修を唐花見が担当し、作画とネームの最終チェックは2人共同で行われている。しかし第3巻（雑誌上では『ヤングエース』2012年1月号から）より唐花見コウは協力共著という形で名前の前に協力とクレジットされている。
唐花見の出身地である長野県上水内郡小川村が舞台であり、作者の鳴見と唐花見は実際に小川村に取材に赴き、風景や習慣などを作品にも忠実に再現している。小川村からの公認を受けており、単行本第1巻が刊行された後に小川村にて公認式が行われ、原作者の2人に小川村公認証が贈られるとともに、『村公認漫画広報大使』に任命されている。単行本第1巻の初版帯には「信州小川村公認」と記されており、単行本1巻の刊行に合わせて2011年10月13日から11月13日まで小川村にて原画展が行われた。
2013年6月には長野県の唐辛子メーカーである八幡屋礒五郎とのコラボレーションが角川書店等より発表され、JAのキャラクターがパッケージに印刷された七味唐辛子が発売された。付録として、缶に貼り付けるシールが付属している。
本編には農業グッズ等の解説が、単行本には話の幕間に長野県のご当地の食べ物・風土や農業についての用語解説・コラムコーナーがそれぞれ設けられている。
なお本作は農業を題材としているものの、一般的にいわれるJAこと農業協同組合（農協、Japan Agricultural Cooperatives）とは関係ない。
話数については「○毛作」という形で表記される（○には漢数字が入る）。

## あらすじ
父親の再婚で、東京から信州・小川村に移り住むことになった小学6年生の野沢ひなげしが、新しい家族と一緒に過ごしていく物語。その新しい家族・野沢家の決まりごとは姉妹たちで野菜作りをすること。ひなげしは家族らの協力を得て農作業に奮闘していく。

## 登場人物

### 野沢家
野沢 ひなげし（のざわ ひなげし）
主人公の小学6年生の女の子で12歳。孝之の再婚により野沢家の三女となった。一人っ子で、小川村に来る前は東京で孝之と2人暮らしをしていた。マジメで人懐っこくとても素直で、細かいことを気にしない前向きな性格。都会育ちだが、田舎暮らしに対する抵抗感は全く持っていない。血液型はO型。
本当は孝之の姪で、実の両親はひなげしが幼いころに亡くなっている。孝之はひなげしには事実を隠していたが、ひなげしは気付いている。
野沢 社（のざわ やしろ）
野沢家の長女で中学3年生の15歳。長身でスタイルがいい美人。性格はマイペースで甘いもの好きで無口。中学校の農耕部に入っており、農作業中毒と言われるほど農作業が好き。女子ながら、同年代の男子にも勝る体力の持ち主。部長の黒姫とは小学校の頃から仲良し。繭やりんごからの通称は「ヤシ姉」。血液型はAB型。
野沢 繭（のざわ まゆ）
野沢家の次女で中学2年生の13歳。世話好きの優等生で、りんごや社がボケたり暴走するとツッコミ・叱り役になる。虫が大嫌いのため、畑に出るときは完全防備で農作業に携わるが、それができない場合は全力で逃亡する。その代わりに農作業に忙しい母親に代わって家事全般を担当していることもあり、料理が上手である。血液型はA型。誕生日は12月16日。
野沢 りんご（のざわ りんご）
野沢家の四女で小学1年生の6歳。成績優秀でひなげしに勉強を教えるほどだが、体力はほとんど皆無。農業に関する知識も豊富だが、ライトノベルを読んだりフォトショップを使用したりするなど、それ以外の年齢不相応な知識も豊富に有している。夜更かしをして深夜までインターネットをしたりするため、繭や母親に叱られたりしている。都合が悪くなるとぶりっ子になる時がある。玉ねぎなど、ネギ科の食物が苦手。血液型はAB型。
野沢 実也子（のざわ みやこ）
ひなげしにとっては継母。36歳。明るく酒好き。夫婦仲や子供との仲は良く、朝早くから夜まで農作業や仕事に出ていることが多い。農業だけではなく副業で村の食事処でパートタイムで務めている。
野沢 孝之（のざわ たかゆき）
ひなげしの父親。34歳。メガネをかけて短髪。東京にいた頃は新聞拡張員からの勧誘を断りきれず複数の新聞を取ったり、ジャガイモの芽や青い部分を取らないまま肉じゃがを作って親子で食中毒に罹るなど多少間の抜けた面もあるが、優しい父親でお人よし。りんごからは『おっさん』と呼ばれている。普段は夫婦で生業の米作りの仕事をしているが、食べていけないのでパートタイムで副業をしている。実也子と結婚する前は東京の出版社に勤めていた。結婚する前の性も野沢であり、取材で訪れた小川村で実也子に助けてもらったことが馴れ初め。
諭吉（ゆきち）
野沢家のペット。小太りで外見は狸そっくりだが猫。「ホゲー」と鳴く。

### その他の登場人物
大日方 黒姫（おびなた くろひめ）
中学3年生で社の同級生。小川村中学校農耕部創設者で部長だが、慢性的な部員不足に悩んでおり、事ある毎に繭を農耕部へ勧誘するがその度に突っぱねられている。ハーブティーの配合が間違っていても繭に指摘されるまで気が付かないほどの味音痴。常に笑顔を絶やさないが何を考えているのか表情では分からず、また自分の目論見遂行（主に農耕部の部員獲得）のためには手段を選ばないため、学校では『腹黒お嬢』とも呼ばれる。実家は資産家。社とは親友。小学6年生の頃は児童会長に推され周囲からのプレッシャーによりストレスを抱えて孤独になっており、不法投棄された人形に話しかけるのが日課だった。
諏訪 令一（すわ れいいち）
りんごの担任の教師で25歳。メガネをかけている。りんごからは勝手にライバル視されているが、授業中に寝たり、体育の授業についていけないりんごを心配して面談をするなど、生徒をいつも気にかける優しい先生。
青山 妃（あおやま きさき）
以前ひなげしが東京に住んでいたマンションのお隣さんで、ひなげしがよく遊んでいた中学2年生の13歳。学校の林間学校で長野に来たときに林間学校を抜け出して小川村のひなげしを訪ねてくる。風貌は金髪。ズケズケと物を言うタイプで横柄な性格だが一方で寂しがり屋。口ぶりが災いして、学校では周囲にうまく溶け込むことが出来ない。
麻績村 真白（おみむら ましろ）
ひなげしの6年1組のクラスメイト。実家は畜産農家。ひなげしと共に生まれたばかりの仔牛の「モコ」の生長を見守る。
昼神 春香（ひるがみ はるか）
山中集落の久木地区に住む老人。90歳。久木地区会長の頼みで手伝いに来た野沢家姉妹に当初は冷たく当たるが、姉妹の真摯な姿勢や献身的な態度に次第に打ち解け、自慢の蕎麦畑の管理を手伝わせるようになる。今は息子夫婦と孫夫婦が村に戻ってきて、畑を手伝いをしている。
茅野 ヒカル（ちの ヒカル）
東京在住で、CMや雑誌で活躍中の売れっ子モデル。ひなげしの亡き母の妹で、18歳と若いがひなげしの叔母に当たる。将来は女優志望で、初めて主演を務めるテレビドラマの役作りのために野沢家にホームステイをする。勉強熱心で芝居に対する熱い思いもあるが、緊張が極限に達すると大量の鼻血が出てしまうという欠点がある。
小布施 勝人（おぶせ まさと）
社の小学生からのクラスメイト。養蜂業を営む祖父と暮らしている。同年代の男子の中では抜きんでた体力の持ち主だが、それでも社には体力面で全く敵わないため、社に対して並ならぬ対抗意識を燃やしている。祖父が怪我をしたことと社に腕相撲で負けたことで、野沢家のために蜂蜜の採取を行う羽目になる。

## 書誌情報
- 鳴見なる+唐花見コウ『JA 〜女子によるアグリカルチャー〜』 レーベルは角川コミックス・エース（角川書店）、全8巻
  1. 2011年10月4日発売、ISBN 978-4-04-120005-6
  2. 2011年12月3日発売、ISBN 978-4-04-120050-6
  3. 2012年5月2日発売、ISBN 978-4-04-120203-6[6]
  4. 2012年9月4日発売、ISBN 978-4-04-120402-3[7]
  5. 2013年3月4日発売、ISBN 978-4-04-120565-5[8]
  6. 2013年6月4日発売、ISBN 978-4-04-120708-6[9]
  7. 2013年12月4日発売、ISBN 978-4-04-120887-8[10]
  8. 2014年8月4日発売、ISBN 978-4-04-121105-2